# 벡터 퍼텐셜
벡터 퍼텐셜(vector potential)은 자기장에 대하여 정의되는 위치 함수이다. 이를 공간에 대하여 회전 미분하면 자기장이 얻어진다. 즉, 그 회전이 자기장인 벡터장이다. 전기장의 퍼텐셜인 전위에 대응되는 값으로, 벡터 퍼텐셜과 전위는 상대성 이론에서 전자기 퍼텐셜 사차원 벡터를 이룬다. 기호는 라틴 대문자 A. 국제 단위는 테슬라 미터 (T · m) 또는 웨버 매 미터 (Wb/m)이다.

## 정의
가우스 자기 법칙에 따르면 자기장 {\displaystyle \mathbf {B} }의 발산은 항상 0이 된다. 즉,
{\displaystyle \nabla \cdot \mathbf {B} =0}.
그 발산이 0인 벡터장은 (약간의 수학적 조건을 만족하면) 항상 다음과 같은 꼴로 나타낼 수 있다.
{\displaystyle \mathbf {B} =\nabla \times \mathbf {A} }.
여기서 {\displaystyle \nabla \times }는 회전 연산자이고, {\displaystyle \mathbf {A} }는 벡터 퍼텐셜이다. (다만, 이 조건을 만족하는 벡터장 {\displaystyle \mathbf {A} }는 유일하지 않다.)

## 전기장과 자기장의 표현
자기장{\displaystyle \mathbf {B} }의 시간에 따른 변화량이 없을 때 전기장 {\displaystyle \mathbf {E} }는 스칼라 퍼텐셜의 기울기만으로 나타낼 수 있다. 그 이유는 자기장의 시간에 따른 변화가 없을 경우 패러데이 법칙에 의하여 전기장의 회전이 0이 되기 때문이다. 하지만 자기장이 시간에 따라 변화하는 경우, 전기장을 퍼텐셜로 표현할 때 스칼라 퍼텐셜로만은 표현할 수 없고 벡터 퍼텐셜에 의한 효과가 추가된다.
i) {\displaystyle \nabla \times \mathbf {E} =0\Rightarrow \mathbf {E} =-\nabla V}
ii) {\displaystyle \nabla \times \mathbf {E} =-{\frac {\partial \mathbf {B} }{\partial t}}\Rightarrow \mathbf {E} =-\nabla V-{\frac {\partial \mathbf {A} }{\partial t}}}

## 게이지 변환
위 두 방정식을 만족하는 벡터 퍼텐셜은 유일하지 않으며 전기장과 자기장을 변화시키기 않는 범위 내에서 변화시킬 수 있다. 단, 주의해야 할 것은 전기장과 자기장을 변화시키지 않는 범위 내에서 벡터 퍼텐셜을 변화시키려면 스칼라 퍼텐셜 V까지 같이 변화시켜야 한다는 것이다. 전기장과 자기장을 변화시키지 않으면서 두 퍼텐셜을 변화시키는 과정을 게이지 변환(gauge transformation)이라고 부른다.
{\displaystyle \mathbf {A'} =\mathbf {A} +\nabla \lambda }
{\displaystyle V'=V-{\frac {\partial \lambda }{\partial t}}}
위 두 식의 {\displaystyle \lambda }는 임의의 스칼라 함수이며 게이지 함수라고 부른다. 이 게이지를 바꾸어가며 두 퍼텐셜을 바꿀 수 있다. 흔히 쓰이는 게이지로는 쿨롱 게이지(Coulomb gauge)와 로렌츠 게이지 등이 있다.

### 쿨롱 게이지
쿨롱 게이지에서는 벡터 퍼텐셜의 발산이 0인 조건을 추가하여 벡터 퍼텐셜을 정한다. 스칼라 퍼텐셜이 푸아송 방정식을 만족하기 때문에 정전기학에서 주로 쓰이는 게이지이다.
{\displaystyle \nabla \cdot \mathbf {A} =0}
{\displaystyle \nabla ^{2}V=-{\frac {\rho }{\epsilon }}}

### 로렌츠 게이지
로렌츠 게이지에서는 벡터 퍼텐셜의 발산이 다음과 같은 관계를 만족하도록 한다. 전기장과 자기장이 시간에 따라 변화하는 일반적인 상황에서 주로 쓰이는 게이지이다.
{\displaystyle \nabla \cdot \mathbf {A} =-\mu _{0}\epsilon _{0}{\frac {\partial V}{\partial t}}}
로렌츠 게이지 아래에서 맥스웰 방정식을 정리하면 두 퍼텐셜이 다음과 같은 두 방정식을 만족함을 알 수 있다.
{\displaystyle \nabla ^{2}\mathbf {A} -\mu _{0}\epsilon _{0}{\frac {\partial ^{2}\mathbf {A} }{\partial t^{2}}}=-\mu _{0}\mathbf {J} }
{\displaystyle \nabla ^{2}V-\mu _{0}\epsilon _{0}{\frac {\partial ^{2}V}{\partial t^{2}}}=-{\frac {\rho }{\epsilon _{o}}}}
스칼라 퍼텐셜과 벡터 퍼텐셜에 관련된 위 두 방정식의 해는 다음과 같다.
{\displaystyle V(\mathbf {r} ,t)={\frac {1}{4\pi \epsilon _{0}}}\int {\frac {\rho (\mathbf {r'} ,t_{r})}{|\mathbf {r-r'} |}}d\tau '}
{\displaystyle \mathbf {A} (\mathbf {r} ,t)={\frac {\mu _{0}}{4\pi }}\int {\frac {\mathbf {J} (\mathbf {r'} ,t_{r})}{|\mathbf {r-r'} |}}d\tau '}
{\displaystyle t_{r}=t-{\frac {|\mathbf {r-r'} |}{c}}}
{\displaystyle t_{r}}는 전기장과 자기장을 만드는 근원 역할을 하는 전하와 전류로부터 거리를 고려한 시간으로서 지연 시간(retarded time)이라고 부른다. 지연 시간으로 계산된 퍼텐셜을 지연 퍼텐셜이라고 부른다.

## 같이 보기
- 전기 퍼텐셜 (전위)
- 아로노프-봄 효과
- 스토크스의 정리